# Wavertree
Le Wavertree est un voilier-cargo historique à coque en fer construit en 1885. Aujourd'hui il est le plus grand voilier en fer forgé à flot, il est situé dans le port de South Street à New York. Il fait partie de la collection de navires à flot au South Street Seaport Museum de New York.

## Historique
Wavertree a été construit à Southampton, en Angleterre, en 1885 et a été l'un des derniers grands voiliers construits en fer forgé. Il a été construit pour la société de Liverpool R.W. Leyland & Company, et porte le  nom du quartier (en) de cette ville.
Le navire a d'abord été utilisé pour transporter du jute entre l'est de l'Inde et l'Écosse. À moins de deux ans, le navire est entré dans le "tramp trades", emportant des cargaisons partout dans le monde. En 1910, après avoir navigué pendant un quart de siècle, le navire démâta au large du cap Horn et atteignit à peine les îles Malouines. Plutôt que de réaménager le navire, ses propriétaires l'ont vendu pour l'utiliser comme entrepôt flottant à Punta Arenas, au Chili. Puis, il a été converti en 1947 en barge de sable à Buenos Aires, en Argentine.
Ce navire a été découvert en 1967 sur la rivière Riachuelo à Buenos Aires par un citoyen américain travaillant sur une barge de sable et acquis par le South Street Seaport Museum de New York en 1968. Le navire a été envoyé à l'Arsenal Naval de Buenos Aires pour restauration. En 1969, une fois la restauration terminée, le navire a été remorqué jusqu'à New York. Le navire a été ajouté au registre national des lieux historiques le 13 juin 1978.

## Restauration
En 2015, le navire a été envoyé à Caddell Dry Dock and Repair Co. Inc. de Staten Island pour une restauration de 13 millions de dollars, financée par le ministère des Affaires culturelles de New York, le conseil municipal et le président de l'arrondissement de Manhattan. La restauration comprenait le remplacement des plaques d'acier sous la ligne de flottaison, un nouveau système de ballast, des systèmes électriques mis à jour et des travaux de revêtement comprenant un système de protection cathodique. La restauration a commencé en mai 2015 et s'est terminée le 25 septembre 2016, lorsque le navire est retourné au musée South Street Seaport.

## Galerie
|           |
| Wavertree |

|                      |
| South Street Seaport |